# Деревій благородний
Деревій благородний (Achillea nobilis) — багаторічна трав'яниста сірувато-повстиста рослина родини айстрових (складноцвітих).

## Загальна біоморфологічна характеристика
Має вкорочене багатоголове, без повзучих пагонів кореневище. Стебла 30—50 см заввишки, прямостоячі, вгорі розгалужені, біля основи — здерев'янілі, виходять пучками по З—10. Листки двічіперисторозсічені, видовженоеліптичні; кінцеві часточки листків лінійно-ланцетні; стрижень листка — з додатковими зубчастими частками між сегментами. Квітки зібрані в дрібні кошики, що утворюють складний щиток; крайові квітки маточкові, язичкові, білі або жовтаво-білі, серединні — трубчасті, двостатеві. Плід — сім'янка. Цвіте у червні — вересні.

## Поширення
Росте на степах та на сухих схилах на півдні Полісся (зрідка), в Лісостепу, степу та в Криму.
Заготівля і зберігання, хімічний склад, фармакологічні властивості і використання, лікарські
форми і застосування — усе так, як у статті Деревій звичайний.